# Praha 4 (1949–1960)

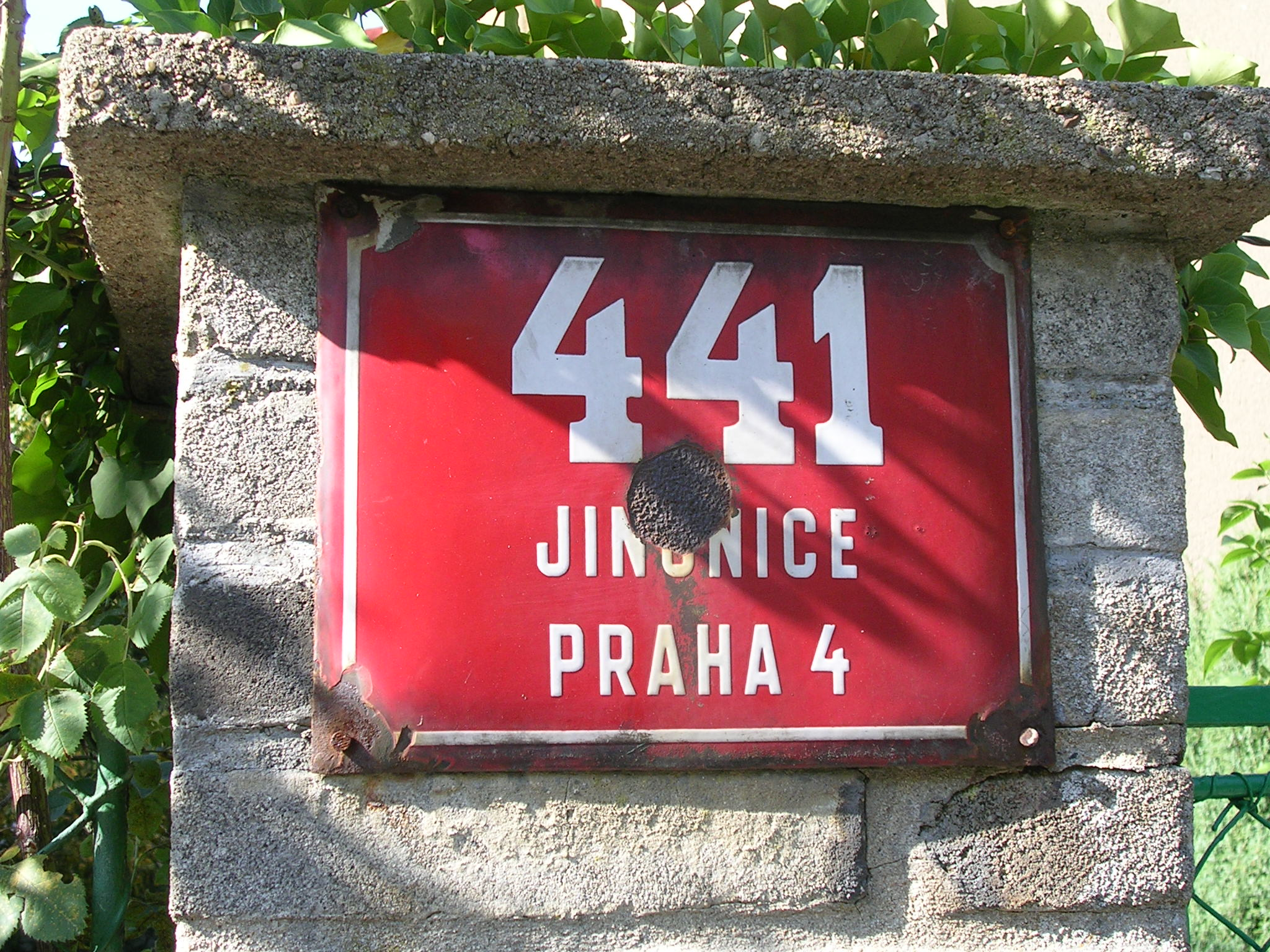
Starší popisné číslo v ulici Na Hutmance v Jinonicích

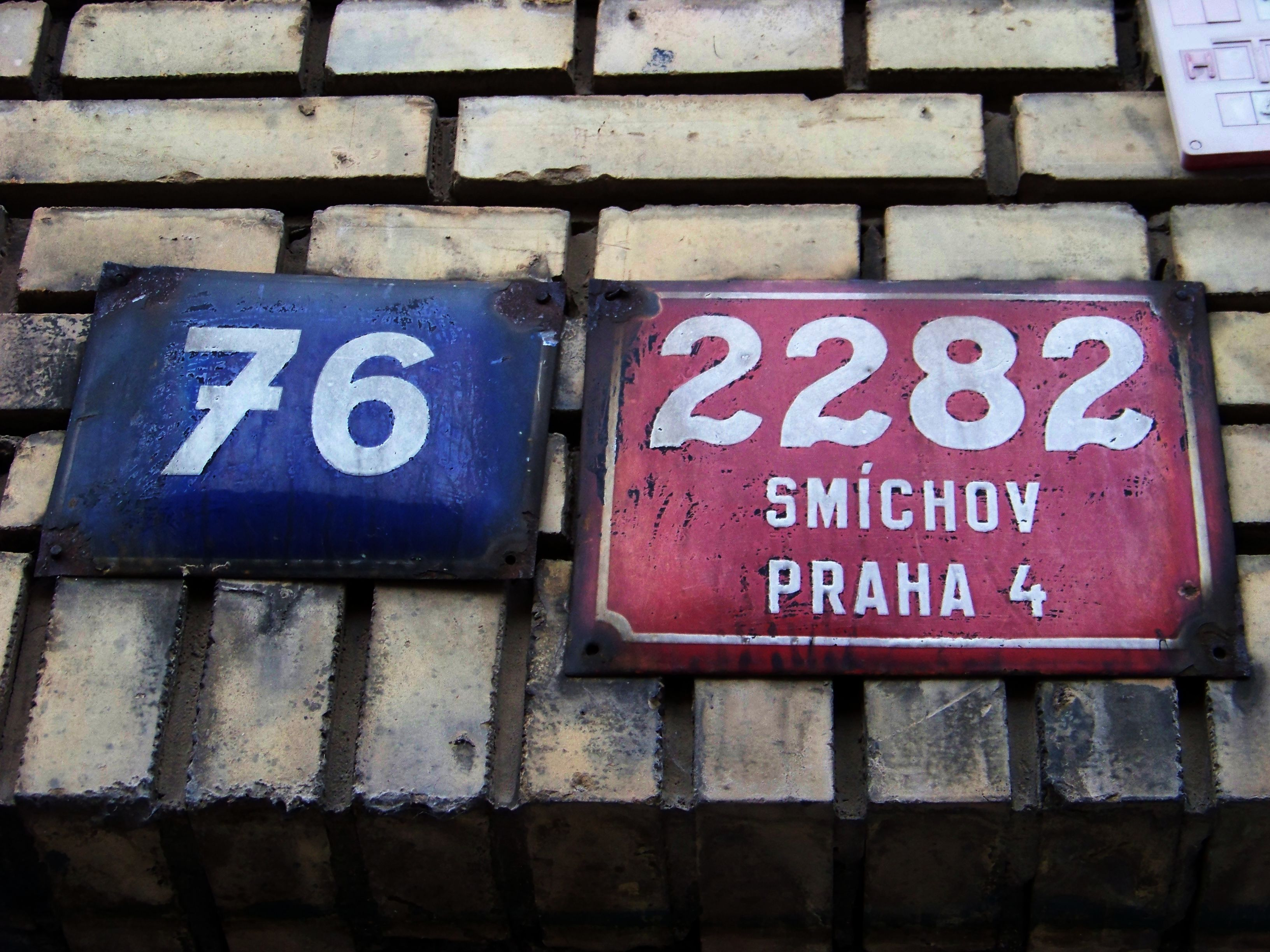
Stará domovní čísla v Holečkově ulici na Smíchově

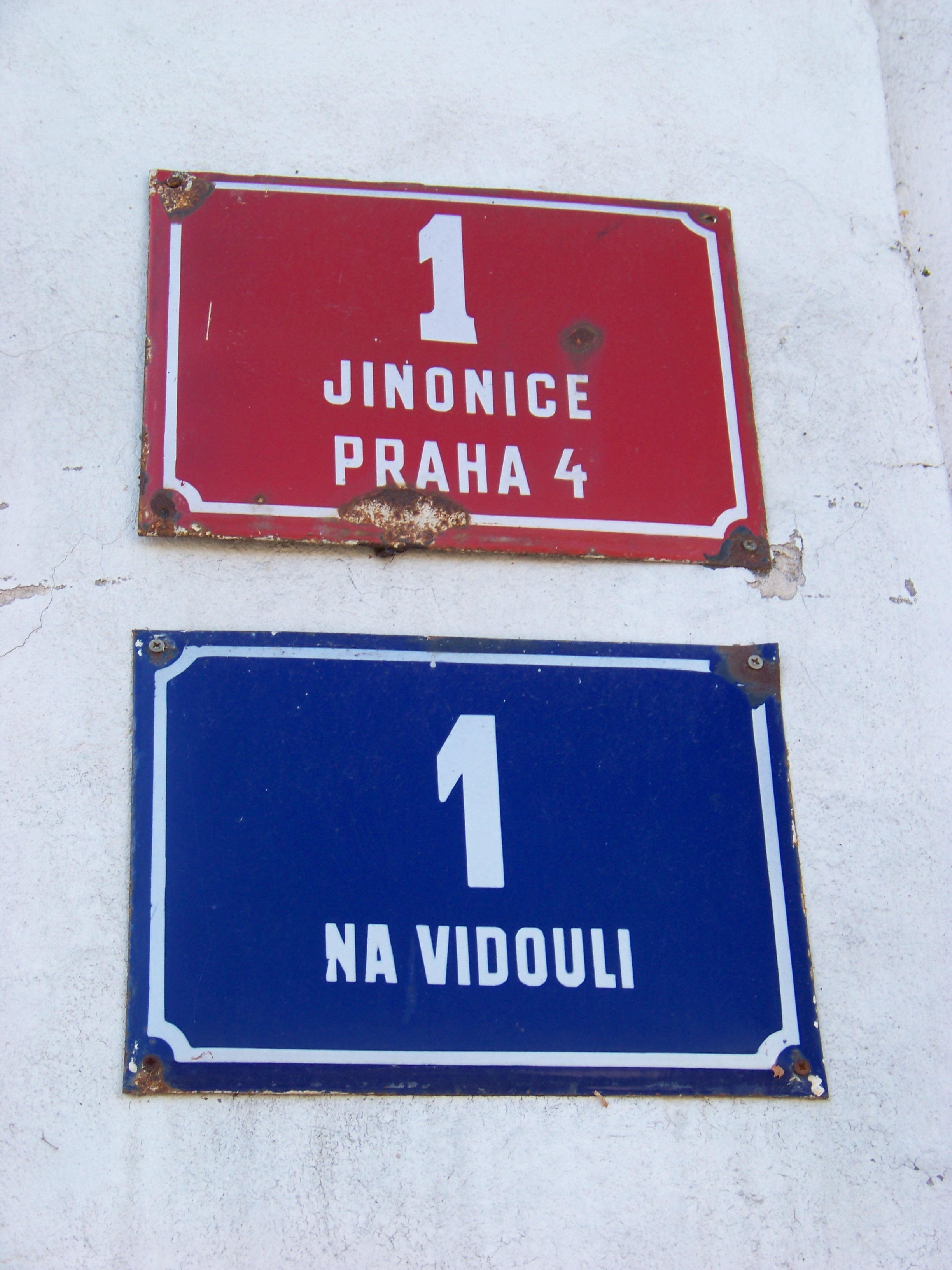
Čísla na jinonickém zámku

Praha 4 bylo v letech 1949–1960 označení městského obvodu hlavního města Prahy, který zahrnoval Košíře, Motol, Jinonice a část Smíchova. 
Základem pro vznik obvodu Praha 4 byl dosavadní obvod Praha XVII (od roku 1947 nazvaný Praha XVII – Košíře), který zahrnoval Košíře, Motol a Jinonice a který vznikl jako volební a samosprávný obvod k 17. lednu 1923 na základě vládního nařízení č. 7/1923 Sb. Obvod Praha 4 vznikl k 1. dubnu 1949, kdy byla Praha vládním nařízením č. 79/1949 Sb. rozčleněna novou správní reformou na 16 městských obvodů číslovaných arabskými číslicemi. Od dosavadního obvodu Praha XVII se jeho vymezení liší tím, že k obvodu Praha 4 byla připojena část Smíchova na úkor sousedícího obvodu Praha XVI - Smíchov transformovaného na obvod Praha 16. Od 11. dubna 1960 zákon č. 36/1960 Sb. vymezil v Praze 10 obvodů, přičemž celý dosavadní obvod Praha 4 byl začleněn do nového obvodu Praha 5. Zákon č. 418/1990 Sb., o hlavním městě Praze, s účinností od 24. listopadu 1990 a poté znovu Statut hlavního města Prahy (vyhláška hl. m. Prahy č. 55/2000 Sb. HMP) s účinností od 1. července 2001 zařadily většinu tohoto území do městské části Praha 5, pouze malá okrajová část Jinonic (okolí Nové Vsi) připadla k městské části Praha-Jihozápadní Město, později přejmenované na Praha 13.